# Getto Daci
Getto Daci este una dintre primele trupe de hip-hop din România. Înființată în anul 1994, aceștia au lansat albumul nr.3 în 1997, Daciada și nr.4 în 1999 Marea Scofală la A&A Records. Pe lângă cele 2 albume, Getto Daci au lansat 2 piese care au fost incluse în compilația "Marphă - Strict Hip-Hop", acestea fiind "E un lucru Getto" și "Atac Getto Dac" in 1995.

## Biografie
În 1994 Deceneu, Romichete, Ioio și Dacian înființau trupa Getto Daci. În decursul anilor 1994-1995 se alăturau trupa Piele și Os. 
În 1997, Getto Daci se alătura R.A.N.-S.-ului, alături de R.A.C.L.A., Da Hood Justice și Delikt, rolul acestei grupări fiind acela de a promova un hip-hop diferit față de cel de pe piață. Al doilea album a fost lansat în 1999, Marea scofală, conținând 10 piese.

## Membri
Din punct de vedere tehnic Deceneu și Piele reprezintă greii trupei, Deceneu remarcându-se cu un timbru vocal dur și pătrunzător, iar Piele cu o voce melodioasă. Deceneu a mai fost și DJ-ul formației, Romichete, Ioio, Os și Dacian fiind soliști vocali.

## Discografie
Deși au editat doar 2 albume, la care se mai adaugă câteva single-uri (Atac Getto Dac-de exemplu) au reușit să facă din Getto Daci un nume în acest tip de manifestare artistică. Au inspirat multe formații hardcore hip-hop din România.

### Albume
| Anul              | Album         | Casa de discuri              |
| ----------------- | ------------- | ---------------------------- |
| 14 aprilie1997    | Daciada       | Digital Record / A&A Records |
| 07 noiembrie 1999 | Marea scofală | A&A Records                  |